# Bicicleta de montaña

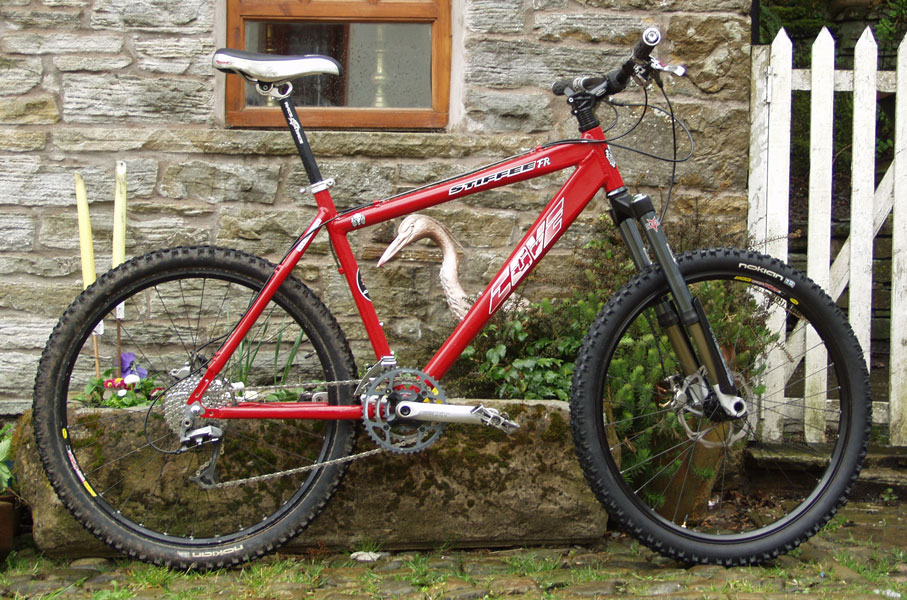
Bicicleta de montaña hardtail con suspensión delantera pero sin suspensión trasera, por eso hardtail (del inglés duro).

La bicicleta de montaña o bicicleta todo terreno (BTT) (en inglés, mountain bike, MTB) es un tipo de bicicleta diseñada para el ciclismo de montaña. En algunos países, como Venezuela o República Dominicana, la denominan bicicleta montañera.
La bicicleta de doble suspensión representa el más importante avance del ciclismo en el siglo XX; dado que proporciona a los ciclistas la posibilidad de llegar a lugares que en otro tiempo se consideraban inaccesibles para dicho vehículo. mejorando la maniobrabilidad y control en terrenos irregulares. A través de ella han aparecido nuevas modalidades de ciclismo, acercándolo hacia el campo de los deportes extremos.

## Historia

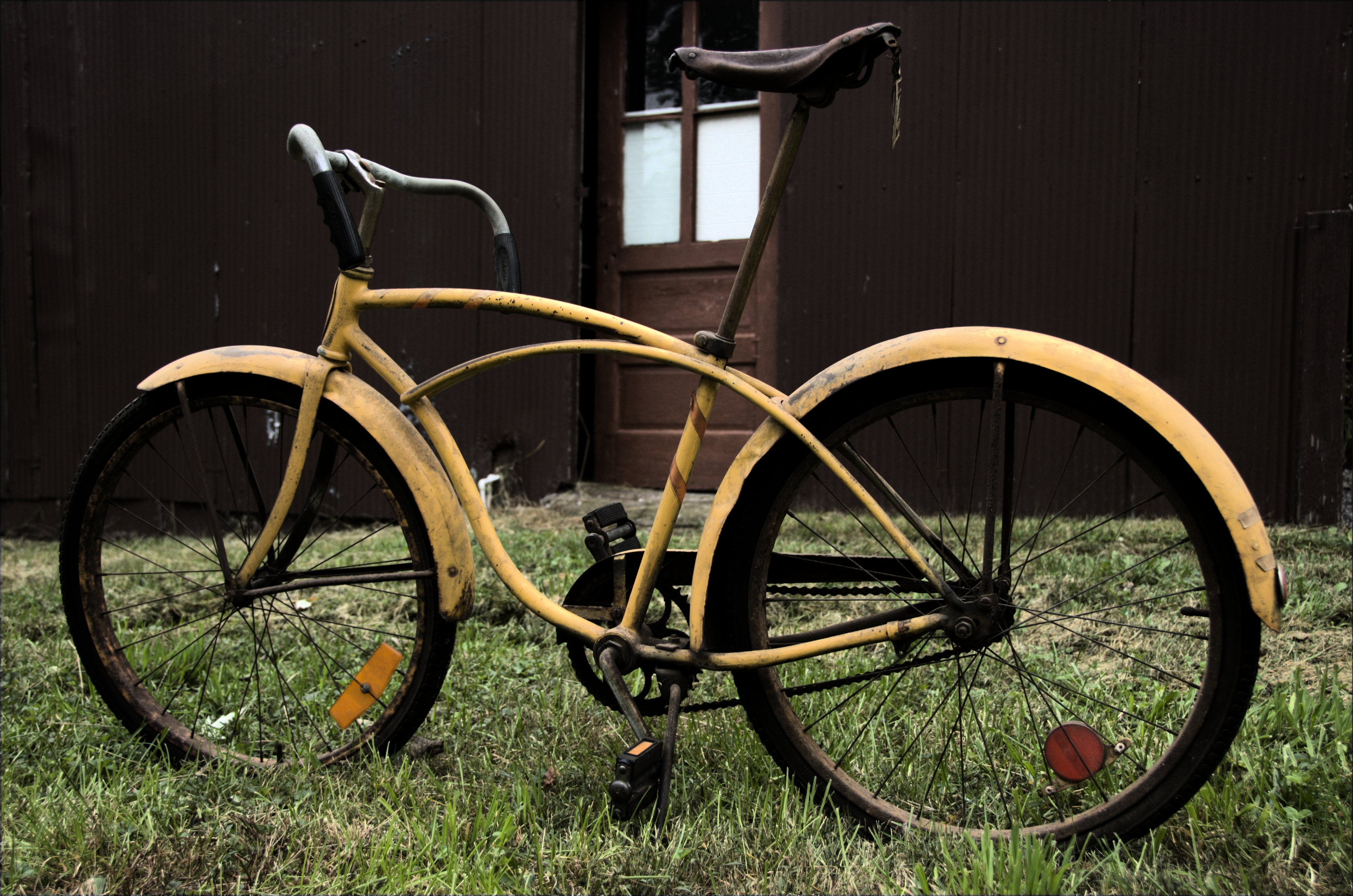
1950 Schwinn Spitfire con geometría como 1930 Schwinn Excelsior X, que se convirtió en la base para de las primeras bicicletas de montaña.

A finales de 1970 y principios de 1980, los cuadros de «bicicleta playera» fueron la base para la bicicleta de montaña de reciente desarrollo.
A mediados de los 70, un grupo de entusiastas en el Condado de Marin, California, comenzaron a competir con las bicis por los cortafuegos del monte Tamalpais en descenso. Una carrera que ellos llamaban «repack», debido a que dicho viaje era tan agotador que los ciclistas debían reempacar sus frenos de contrapedal con grasa después de cada carrera.
El terreno cuesta abajo era rocoso y la escarpada montaña ayudó a los corredores a alcanzar altas velocidades, donde saltaban y se estrellaban contra las rocas y el barro. Estos malos tratos causaban roturas en las bicicletas de carreras, por lo que los corredores buscaron una alternativa más duradera y económica. Pronto descubrieron las viejas carcachas (las cuales ellos llamaban Klunker), con neumáticos balón 26 x 2.125 que se podían obtener por 5 dólares en una venta de garaje y podían soportar tremendos castigos. Los ciclistas fueron separando estas reliquias, deshaciéndose del pesado guardabarros y de los adornos, al igual que adaptando frenos de la motocicleta y otros artilugios para mejorar el rendimiento. Un ciclista, Gary Fisher, agregó cambios de marchas en su vieja bicicleta Schwinn Excelsior, la cual le permitía viajar hasta la montaña, así como bajarla. Casi al mismo tiempo, otro corredor, Joe Breeze, comenzó a juguetear con su propia Schwinn Excelsior, adaptándola más al trayecto repack. Cabe mencionar que pronto, ambos comenzaron a construir y vender bicicletas personalizadas de montaña a otros entusiastas; el lanzamiento de un fenómeno en todo el mundo de la bicicleta.
En 1981 el californiano Mike Sinyard, fundador de la marca Specialized, introduce la Stumpjumper, la cual fue la primera bicicleta de montaña producida en masa. La Stumpjumper fue similar a las bicicletas de montaña expresamente construidas, pero a 750 dólares (la mitad del precio).

## Características

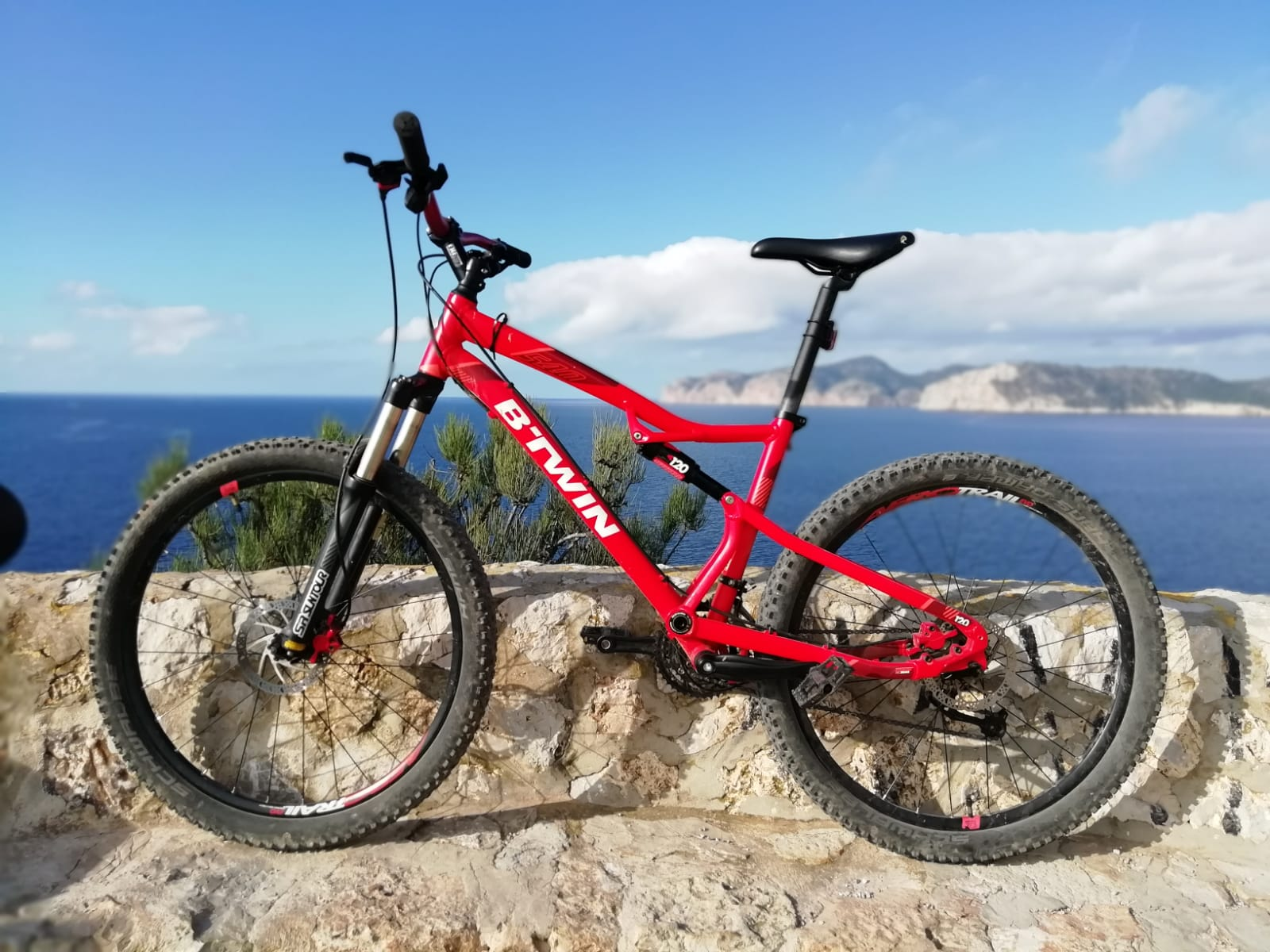
Una Rockrider 540s de la desaparecida marca BTwin, de la franquicia Decathlon.

Se caracteriza por unos componentes (cuadro, ruedas, sistemas de cambio, etc.) más resistentes a los impactos del terreno y por estar provistas, en muchos casos, con un sistema de suspensión que puede ser simple (solo suspensión en la horquilla delantera, denominadas «rígidas») o doble (horquilla delantera con amortiguador trasero, denominadas «dobles»), además de las bicicletas monorquilla (que solamente poseen una delante, quitando una de las dos que hay delante para disminuir el peso). Asimismo, las cubiertas son de mayor grosor y con tacos para absorber mejor las irregularidades del terreno, y de esta manera obtener mejor tracción. Finalmente, el diámetro de sus ruedas puede variar desde 24 a 29 pulgadas, siendo 26 pulgadas la medida más utilizada desde sus inicios, además de ser la más fácil de encontrar. Recientemente se han introducido los formatos + (plus) en cuanto al diámetro de las ruedas, tales como el 27,5+ y el 29+. Este formato plus consiste en el uso de cubiertas con un balón ligeramente superior al de las tradicionales consiguiendo así una mayor absorción de las irregularidades del terreno.
En los comienzos de esta modalidad, los cuadros de la bicicleta eran fabricados con acero. Actualmente para la fabricación del cuadro de la bicicleta de montaña se utilizan diversos materiales, siendo el más común el aluminio, el cual ofrece un cuadro ligero a un precio contenido. En la gama más alta de bicicletas, se encuentran los cuadros fabricados con fibra de carbono; este es un tipo de bicicleta diseñada para viajes en montañas o en campos.

## Diseños modernos

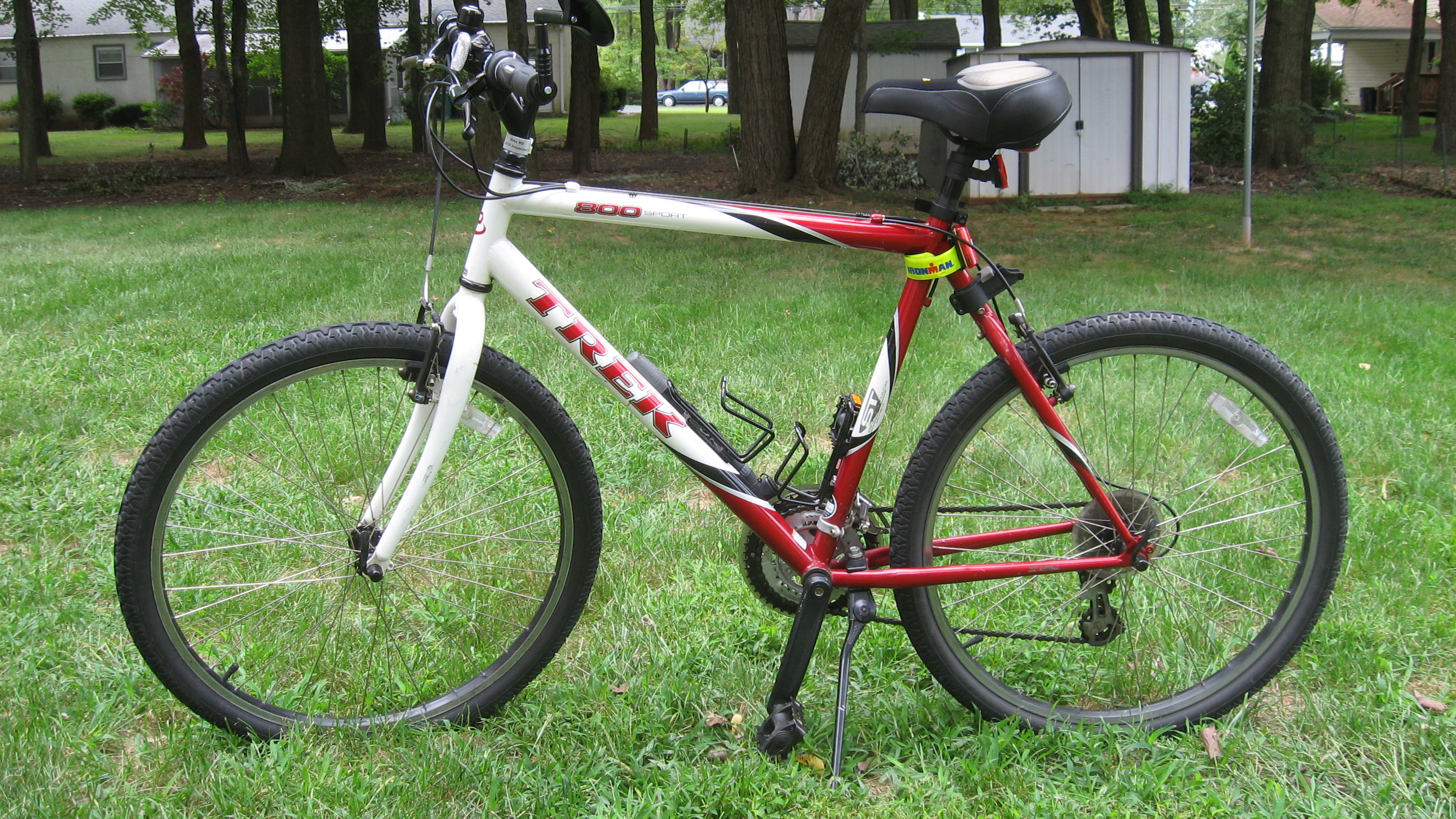
Una bicicleta de 2002.

### Cambios
Desde la década de 1980, las bicicletas de montaña han tenido entre 7 y 36 velocidades, con 1 a 4 platos en el plato y de 5 a 12 piñones en el piñón. En un principio, las bicicletas de montaña de 30, 33 y 36 velocidades resultaron inviables, ya que la capacidad de barrido del barro de un casete de 10, 11 o 12 velocidades, y las complejidades de un cambio trasero de 10, 11 o 12 velocidades no resultaban adecuadas combinadas con cambios delanteros, aunque los casetes de 10, 11 y 12 velocidades son ahora habituales en las bicicletas de plato único delantero, y también se encuentran en algunas bicicletas de montaña. Sin embargo, muchos ciclistas de montaña de nivel profesional han optado por utilizar una cadena de carretera de 10 velocidades más estrecha con una configuración de 9 velocidades en un esfuerzo por reducir el peso de su bicicleta. A principios de 2009, el grupo de componentes SRAM anunció el lanzamiento de su grupo XX, que utiliza un desviador delantero de 2 velocidades y un cambio trasero y casete de 10 velocidades, similar al de una bicicleta de carretera. El cassette XX de 10 velocidades es apto para el uso en MTB gracias a un exhaustivo mecanizado del cassette mediante Control Numérico por Ordenador (CNC). Debido al tiempo y al coste que implica un producto de este tipo, sólo estaban destinados a los corredores de XC de gama alta. Sin embargo, las 10 velocidades se han convertido en la norma en 2011 y el líder del mercado Shimano incluso ofrece su grupo económico "Alivio" en una versión de 10 velocidades. En julio de 2012, SRAM anunció una transmisión 1×11 llamada XX1 que no hace uso de un desviador delantero para un peso más ligero y simplicidad.   En los Juegos de la Commonwealth de 2014 en Glasgow, todos los ciclistas más destacados utilizaron transmisiones 1×11. El nuevo cambio 1×12 de SRAM se introdujo en 2016 como SRAM Eagle. Esto le da a una bicicleta de un solo plato una mejor capacidad para subir.

### Geometría
Los ángulos críticos en Geometría de bicicletas son el Ángulo de la cabeza (el ángulo del Tubo de la cabeza), y el ángulo del tubo del asiento (el ángulo del Tubo del asiento). Estos ángulos se miden desde la horizontal y afectan drásticamente a la posición del ciclista y a las características de rendimiento de la bicicleta. La geometría de las bicicletas de montaña suele tener un ángulo del tubo del sillín de unos 73 grados y un ángulo del tubo de dirección de entre 60 y 73 grados. El uso previsto de la bicicleta afecta en gran medida a su geometría. En general, los ángulos más pronunciados (cerca de 90 grados desde la horizontal) son más eficientes para pedalear cuesta arriba y permiten un manejo más preciso. Los ángulos más inclinados (más alejados de la vertical) son preferibles para altas velocidades y estabilidad cuesta abajo.

### Suspensión

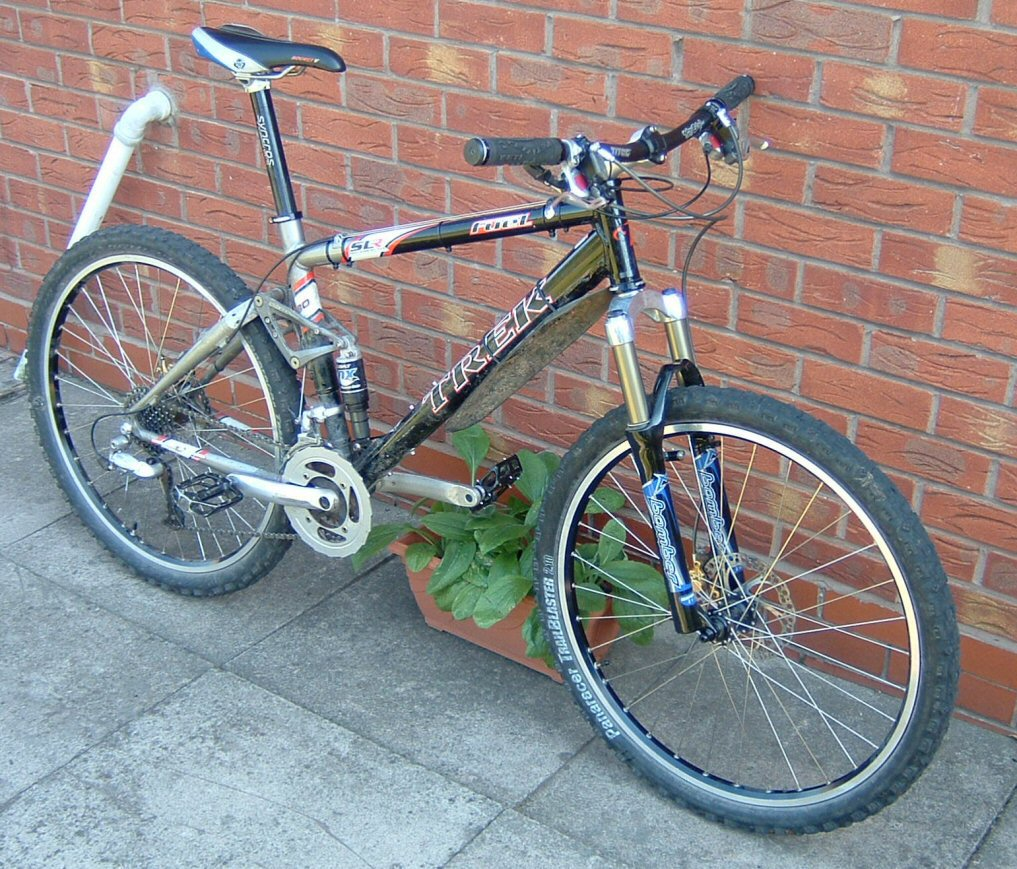
Una bicicleta de montaña con suspensión total.

En el pasado, las bicicletas de montaña tenían un cuadro y una horquilla rígidos. A principios de la década de 1990, se introdujeron las primeras bicicletas de montaña con horquillas de suspensión. Esto facilitó la conducción en terrenos abruptos y redujo el esfuerzo físico. Las primeras horquillas de suspensión delanteras tenían entre 38 y 50 mm de recorrido. Una vez introducida la suspensión, las bicicletas con suspensión delantera y ruedas traseras rígidas sin suspensión, o "hardtails", se popularizaron casi de la noche a la mañana. Aunque el diseño rígido tiene las ventajas de un menor coste, un menor mantenimiento y una mayor eficacia de pedaleo, está perdiendo popularidad poco a poco debido a las mejoras en los diseños de suspensión total. En la actualidad, existen suspensiones de horquilla delantera con 8 pulgadas (203,2 mm) de recorrido o más (véase más arriba en Diseños).
Muchas bicicletas de montaña nuevas integran un diseño de "suspensión total" conocido como doble suspensión, lo que significa que tanto la rueda delantera como la trasera están equipadas con algún tipo de amortiguador en el momento en que la rueda se fija a la bicicleta. Esto proporciona una conducción más suave, ya que las ruedas delantera y trasera pueden desplazarse hacia arriba y hacia abajo para absorber la fuerza de los obstáculos que golpean los neumáticos. Las bicicletas de doble suspensión de una calidad similar son considerablemente más caras, pero este aumento de precio conlleva una enorme mejora del rendimiento todoterreno, ya que las bicicletas de doble suspensión son mucho más rápidas en los descensos y en los tramos técnicos/abruptos que otras formas de bicicleta de montaña. Esto se debe a que cuando la rueda golpea un obstáculo su tendencia es rebotar hacia arriba. Debido a que se pierde parte de la energía de avance en el movimiento hacia arriba, se pierde algo de velocidad. Las bicicletas de doble suspensión resuelven este problema absorbiendo esta fuerza hacia arriba y transmitiéndola a los amortiguadores de las ruedas delantera y trasera, disminuyendo drásticamente la traducción del impulso hacia delante en un movimiento inútil hacia arriba. Las desventajas de la suspensión trasera son el aumento del peso, el incremento del precio y, con algunos diseños, la disminución de la eficacia del pedaleo, que se nota especialmente al pedalear por carreteras y caminos duros. Al principio, los primeros diseños de suspensión trasera eran demasiado pesados y propensos al balanceo inducido por el pedaleo o al bloqueo.

### Frenos de disco

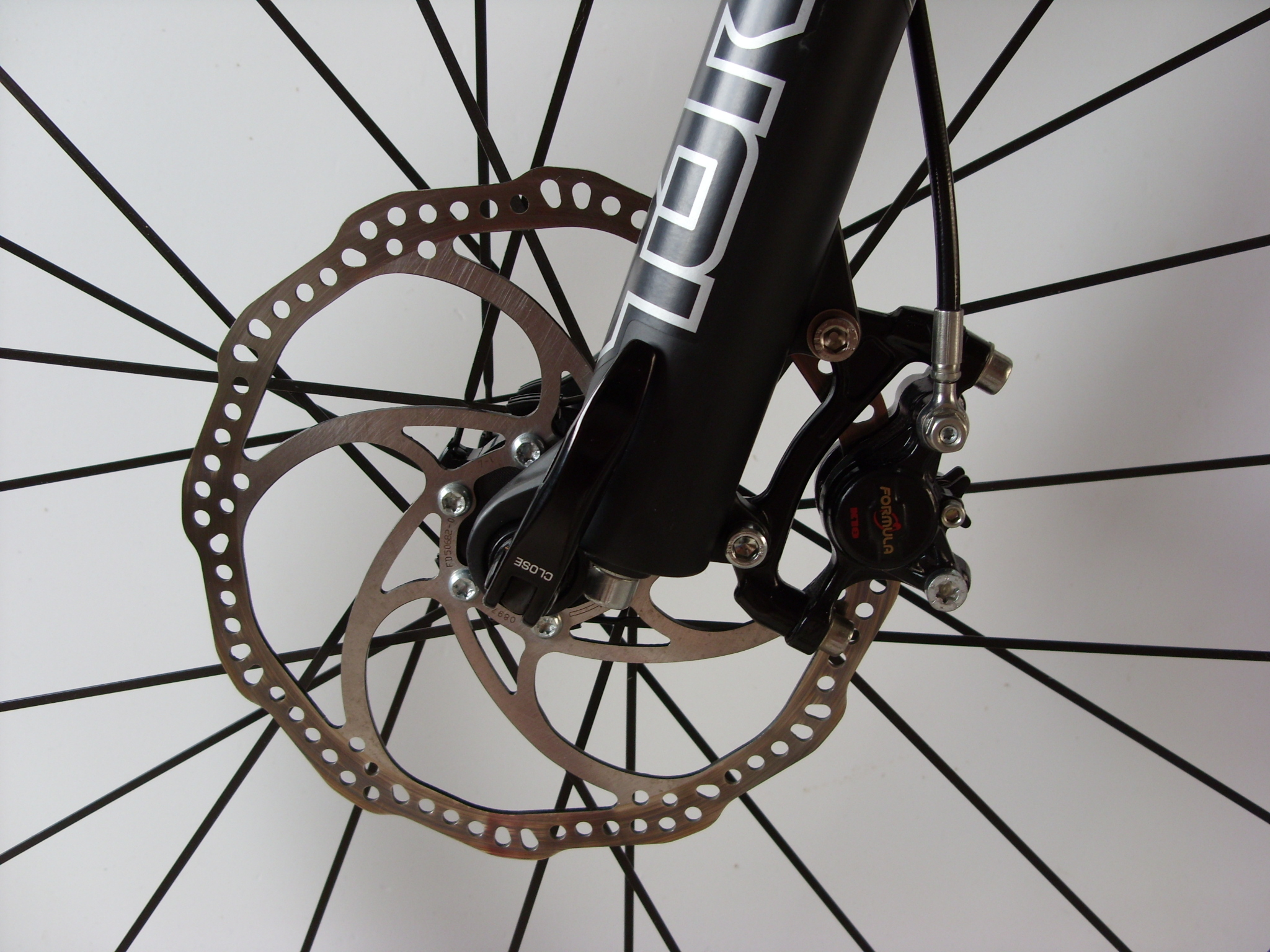
Un freno de disco delantero, montado en la horquilla y el buje.

La mayoría de las bicicletas de montaña nuevas utilizan frenos de disco. Ofrecen una potencia de frenado muy superior (se requiere menos presión en la palanca, lo que proporciona una mayor modulación de frenado) a la de los frenos de llanta en todas las condiciones, especialmente en condiciones adversas, porque están situados en el centro de la rueda (en el buje de la rueda).  Por lo tanto, permanecen más secos y limpios que las llantas de las ruedas, que se ensucian o dañan con mayor facilidad. La desventaja de los frenos de disco es su mayor coste y, a menudo, su mayor peso. Los frenos de disco no permiten que el calor se acumule en los neumáticos en los descensos largos; en su lugar, el calor se acumula en el rotor, que puede calentarse extremadamente. Hay dos tipos diferentes de frenos de disco: los hidráulicos, que utilizan aceite en los conductos para empujar las pastillas de freno contra los rotores y detener la bicicleta. Cuestan más pero funcionan mejor. Mecánicos, que utilizan cables en los conductos para empujar las pastillas contra los rotores.

## Diseños

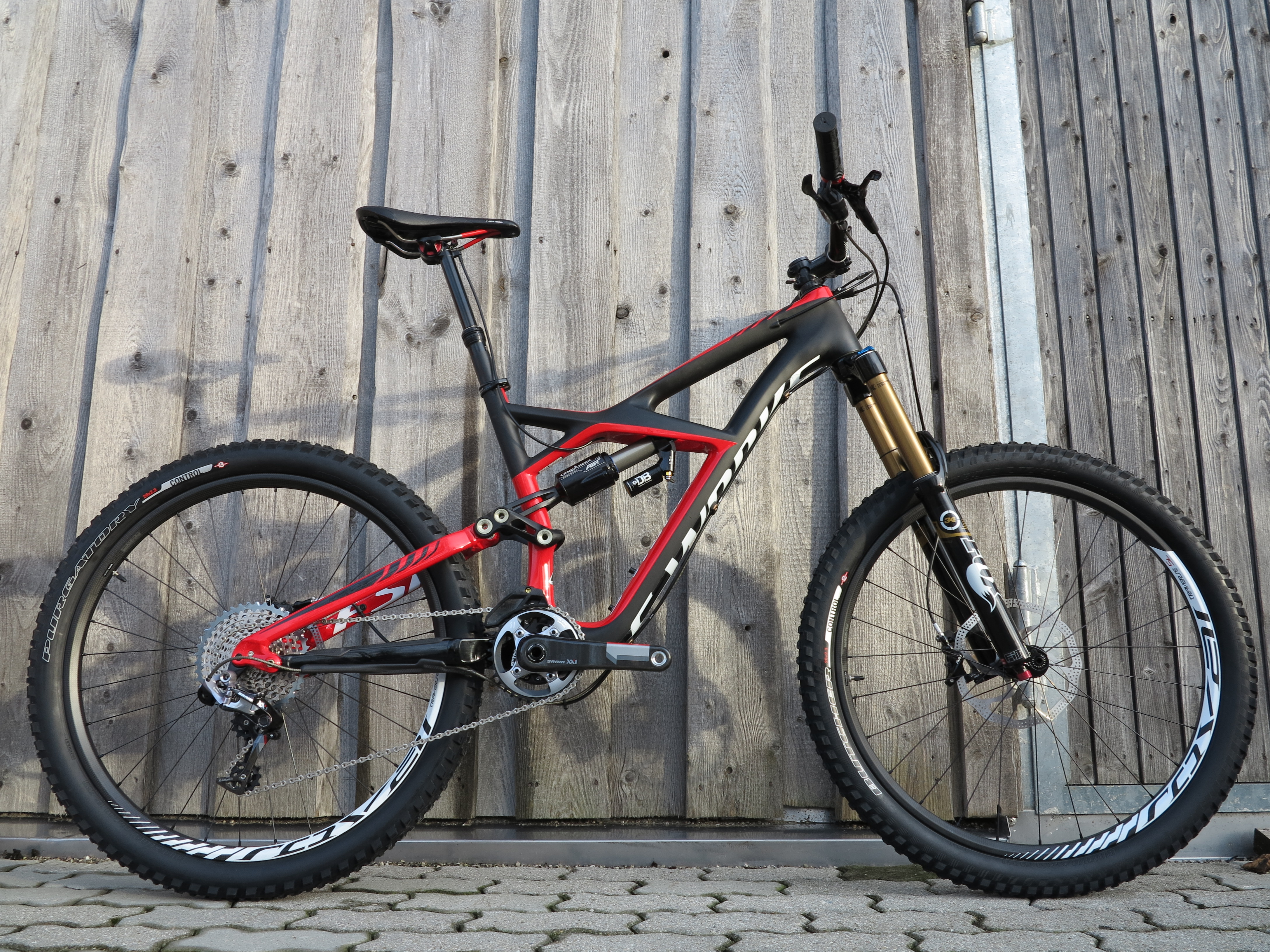
Bicicleta de montaña

Las bicicletas de montaña se pueden clasificar en cuatro categorías, basándose en la suspensión:
- Completamente rígida: un cuadro con una horquilla y trasero rígido, sin suspensión.

- Rígida con suspensión delantera: hard trail (en inglés), suspensión delantera de horquilla de pequeño recorrido y cuadro trasero rígido.

- Suspensión doble sin pivote: soft trail (en inglés), un cuadro con un pequeño recorrido de la suspensión trasera, que se activa por la flexión del cuadro tipo triángulo basculante en lugar de pivotes, y suspensión delantera de recorrido intermedio.

- Suspensión doble o total: full suspensión (en inglés), suspensión delantera de horquilla doble desde 140 a 203 mm de recorrido y suspensión trasera con amortiguador trasero comúnmente de 240 mm para una mayor comodidad y eficacia, con un enlace que permite a la rueda trasera moverse en pivotes.

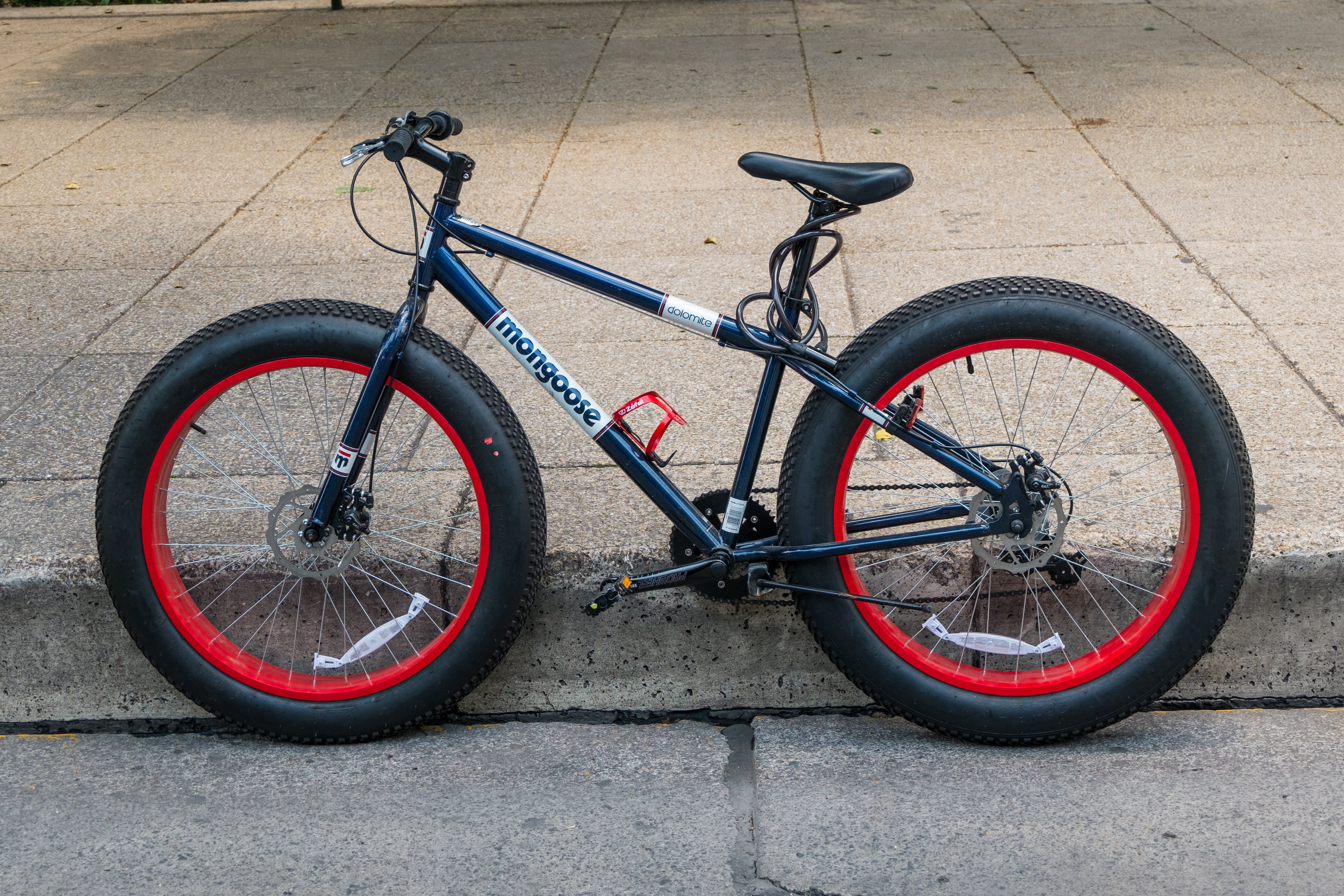
Fatbike

## Aplicaciones
Cada una de las especialidades ha dado lugar a distintas tipologías de bicicleta. Así, en rally se utilizan bicicletas habitualmente sin suspensión trasera, con suspensión delantera de poco recorrido y muy ligeras (en muchos casos por debajo de 10 kg). En el otro extremo, las bicicletas de descenso usan cuadros muy reforzados y pesados, sistemas de suspensión trasera y delantera de largo recorrido, ruedas gruesas y pesadas, etc. Lo que da lugar a bicis que rondan los 20 kg.
También es importante destacar que el ciclismo de montaña ha sufrido un gran auge. Ya no solo se piensa en la competición: ahora existe gran cantidad de clubs de mtb en la mayoría de ciudades en los que se preparan rutas con más gente y se pueden compartir experiencias y, de esa manera, hacer nuevas amistades en torno a este deporte.
Dentro de cada especialidad es posible introducir variaciones en las bicicletas que lo hacen más espectacular o dificultoso. Éstas son las variaciones más importantes:

### Conducción libre oFreeride(FR)

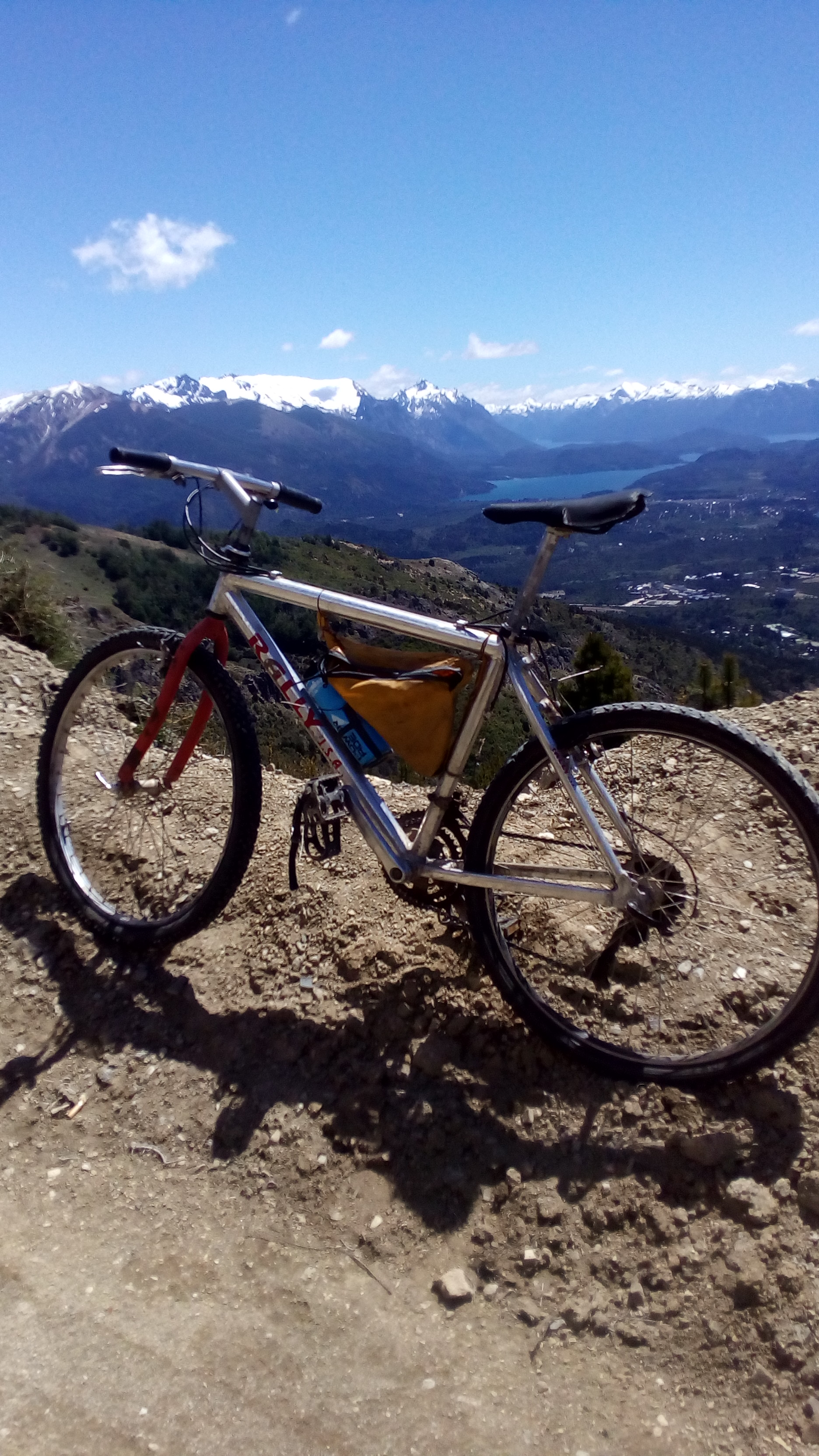
El rayo de plata. En cerro Otto. San Carlos de Bariloche

Se caracteriza por utilizar bicicletas que ponen menor énfasis en el peso y mayor en el recorrido de las suspensiones, sin llegar a ser tan robustas, pesadas o con recorridos como las bicicletas de descenso (competitivas). Son bicicletas pequeñas, livianas y muy resistentes, especialmente construidas para parques de salto, donde el conductor debe ser muy experimentado y ágil. Estas bicicletas permiten el pedaleo en ascenso, sin embargo, no están construidas para recorridos largos.

### Una velocidad oSingle-speed(SS)

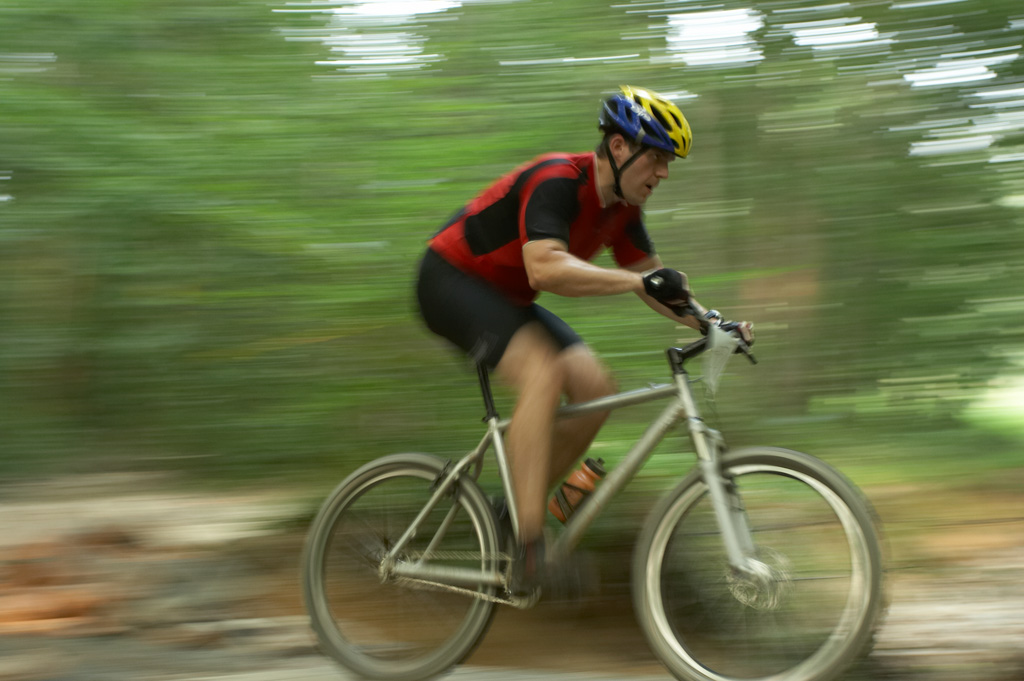
Como en sus principios, bicicleta con solo una velocidad.

Son bicicletas de montaña con solo una relación de marcha fija. La relación de transmisión elegida depende del terreno a transitar, de la fuerza y destreza del ciclista, así como el tamaño de la bici (una bici con ruedas de 29" a menudo requiere un engranaje diferente al de una bicicleta con ruedas estándar de 26 pulgadas de diámetro). Generalmente las bicicletas de una sola velocidad son totalmente rígidas con cuadro de acero. Estas bicis son típicamente montadas por individuos en muy buena forma física sobre terrenos "leves a moderados".

### Trail
Se emplean bicicletas con recorridos amplios (120 mm a 150 mm) en las suspensiones, para poder hacer descensos con seguridad, pero manteniendo las bicicletas con pesos bajos y diseños que permitan pedalear con facilidad, especialmente en pendientes.

### Downhill

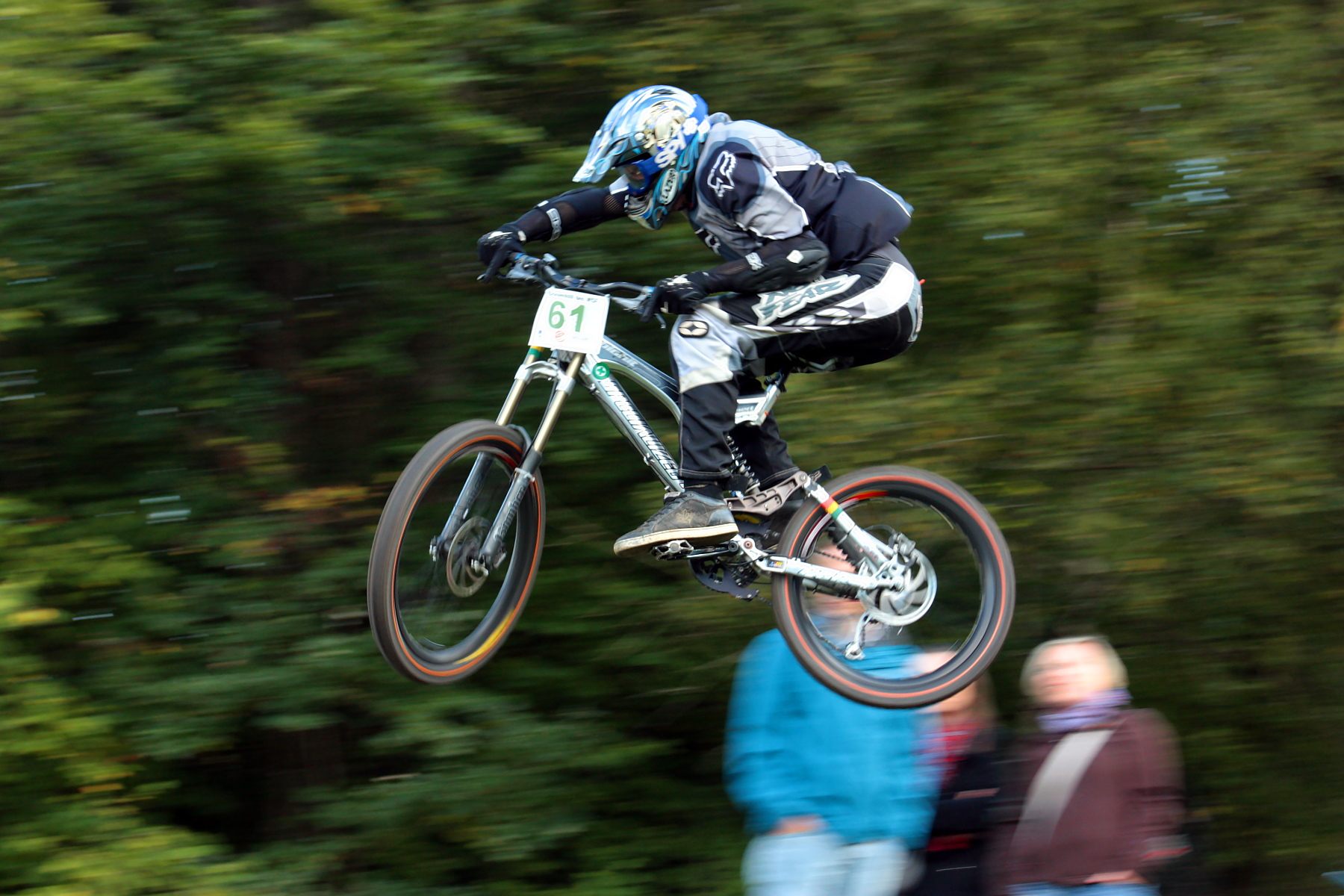

Se caracteriza por usar bicicletas pesadas y mucho más resistentes, con recorridos aún más amplios de 200 mm a 215 mm que las de montaña tradicionales; por sus grandes bajadas escarpadas, llenas de rocas y obstáculos, como raíces de árboles y grandes rampas. Las salidas se efectuarán a intervalos, a menudo ordenados de lento a rápido. Los cursos suelen tener de dos a cinco minutos para completar la circulación y los márgenes ganadores son usualmente menores a un segundo. Riders están programados con un equipo similar al que se utiliza en el esquí de descenso.

### Cross Country (XC)
Es la modalidad más popular y extendida porque suele servir de iniciación en este deporte. Se practica sobre terreno de campo, monte o sierra, normalmente con bicis rígidas que llevan solo suspensión en horquilla delantera de 100 mm o 110 mm.

## Herramientas

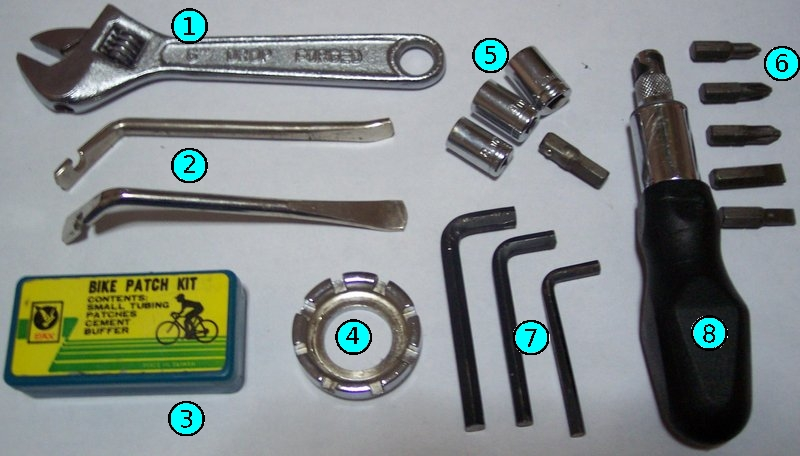
Algunas de las herramientas más importantes para portar en los recorridos de BTT.

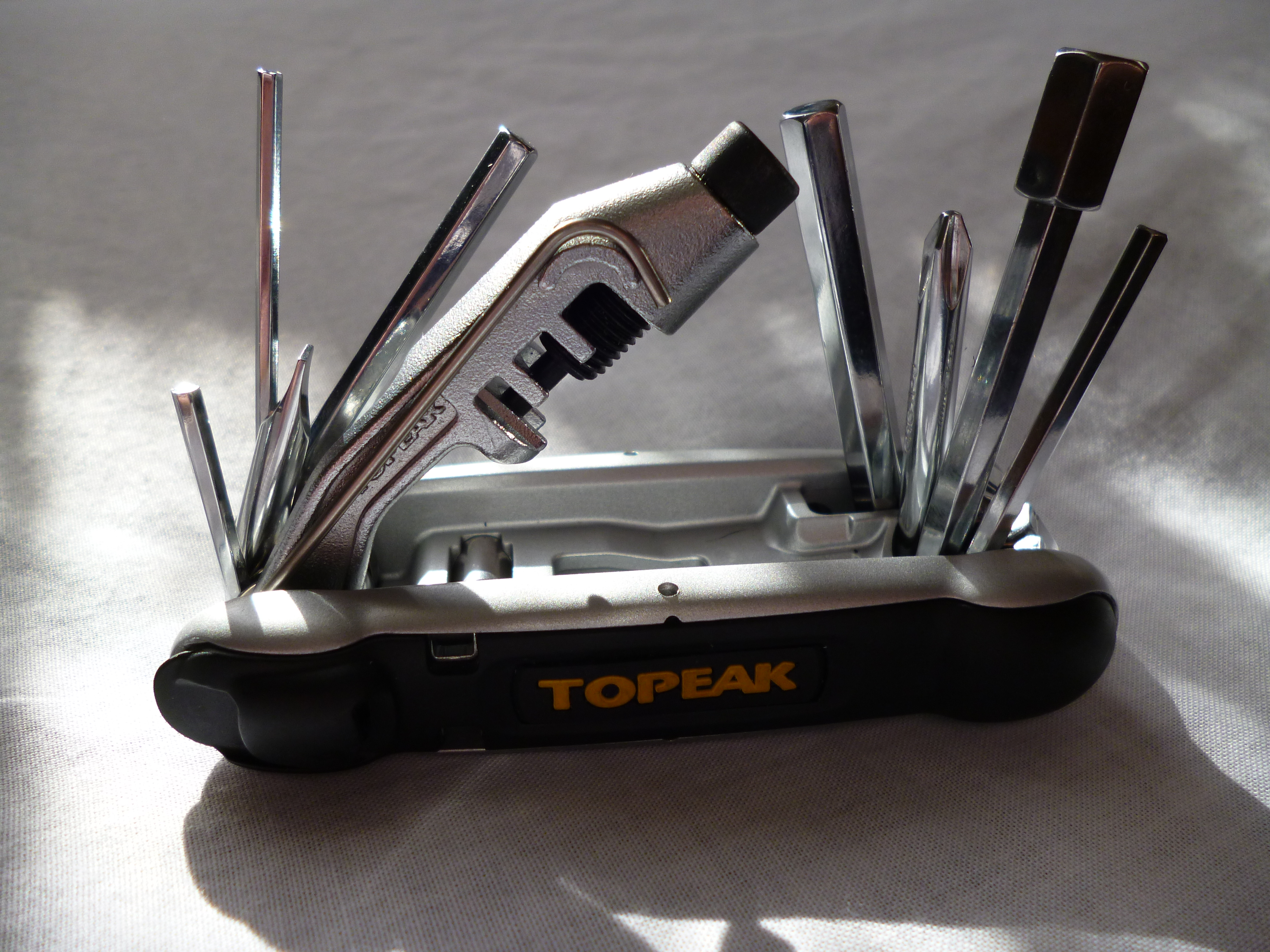
Multiherramienta con múltiples funciones para bicicleta. Incluye tapa de plástico robusto con función de espátulas para desmontar cubiertas.

La bicicleta de montaña o todo terreno está diseñada para recorridos en territorios naturales (de campo) y, debido a la dificultad de encontrar un taller en ruta, es importante que el ciclista cuente con un juego de herramientas básico, que consiste en lo siguiente (véase las fotos):
1. Llave inglesa ajustable

2. Espátulas para desmontar cubiertas

3. Estuche para reparar pinchazos en cámaras

4. Llave de radios

5. Llave de carraca de 8, 9 y 10 mm

6. Destornillador plano y de estrella (Phillips)

7. Llaves Allen de 4, 5 y 6 mm

8. Tronchacadenas
Otros accesorios indispensables:
9. Eslabón de cadena de rápido montaje

10. Lubricante para la cadena

11. Cámara de aire

12. BOMBA de aire

13. Llaves de torx (en caso de usar disco de freno en modelos de 6 tornillos)
Se venden en el mercado «multiherramientas», que a modo de navaja suiza incluyen varias herramientas con peso y espacio reducidos.